# 寺台镇
寺台镇，原为寺台乡，是中华人民共和国甘肃省陇南市康县下辖的一个乡镇级行政单位。2018年3月撤乡设镇。区划代码改为621224117。

## 行政区划
寺台镇下辖以下地区：
剪子村、田坪村、河口村、寺台村、甘林村、巩沟村、马莲村、袁山村、黄庄村、成家湾村、杨湾村、罗湾村和苟家山村。